# 연영초
연영초(延齡草, Trillium kamtschaticum)는 백합과에 속하는 여러해살이풀이다. 한국의 중부 이북 산지의 개울가 응달진 곳에 서식한다.

## 특징
원줄기는 1~3개가 15~30cm로 자라며, 줄기 끝에 3매의 잎이 돌려난다. 잎은 잎자루가 없고 둥그스름한데 끝이 뾰족하다. 뿌리줄기는 짧고 굵으며 땅속 깊이 들어가 잔뿌리를 내린다. 꽃은 5~6월에 윤생한 잎 중앙에서 하나의 꽃대가 올라와 끝에 한 송이의 흰 꽃이 핀다. 때로는 붉은 꽃이 피기도 한다.

## 이용
식물 전체를 약(위장약)으로 사용하고, 화분이나 화단에 심어 관상한다. 약으로 썼을 때 수명을 연장하는 풀이라는 뜻에서 연령초라는 이름이 붙었다고 한다.

## 재배와 관리
점질양토에서 잘 자라고 반그늘을 좋아한다. 화분에 심을 때는 통기성이 좋고 배수가 잘 되도록 산모래에 30퍼센트의 부엽토나 시판 배양토를 섞어 사용한다. 2년에 한 번 정도 분갈이를 하는데 10월말 이전에 작업을 끝낸다. 뿌리 줄기를 잘라 포기나누기를 하는데, 포기가 잘 늘어나지는 않는다. 씨 뿌린 후 2년이 지나야 모습을 보이고도 생육이 느려 꽃이 피기까지는 여러 해가 걸린다. 일본에서는 자생종뿐 아니라 여러 종류의 외국종이 도입되어 다양한 꽃색의 연령초를 재배하고 있다.